# Дежешти (Олт)
Дежешти (рум. Dejești) насеље је у Румунији у округу Олт у општини Витомирешти. Oпштина се налази на надморској висини од 286 m.

## Становништво
Према подацима из 2002. године у насељу је живело 919 становника, од којих су сви румунске националности.